# Barão de Paranhos
Barão de Paranhos é um título nobiliárquico criado por D. Luís I de Portugal, por Decreto de 21 de Junho de 1869, em favor de Sebastião Maria de Gouveia.
Titulares
1. Sebastião Maria de Gouveia, 1.º Barão de Paranhos.